# Neon pixii
Neon pixii là một loài nhện trong họ Salticidae.
Loài này thuộc chi Neon. Neon pixii được Willis J. Gertsch & Wilton Ivie miêu tả năm 1955.